# Naranja de Tapia
Naranja de Tapia är en ort i Mexiko.   Den ligger i kommunen Zacapu och delstaten Michoacán de Ocampo, i den södra delen av landet, 280 km väster om huvudstaden Mexico City. Naranja de Tapia ligger 1 991 meter över havet och antalet invånare är 3 172.
Terrängen runt Naranja de Tapia är kuperad åt sydväst, men åt nordost är den platt. Runt Naranja de Tapia är det ganska tätbefolkat, med 111 invånare per kvadratkilometer. Närmaste större samhälle är Zacapú, 5,3 km nordväst om Naranja de Tapia. I omgivningarna runt Naranja de Tapia växer huvudsakligen savannskog.